# Fred Quimby
Frederick C. „Fred” Quimby (n. 31 iulie 1886 – d. 16 septembrie 1965) a fost un producător de desene animate, cunoscut ca producător al seriei de desene animate Tom și Jerry, pentru care a câștigat șapte Premii Oscar. A fost numit în fruntea studioului de animație a Metro-Goldwyn-Mayer, care la vremea acea îi includea pe Tex Avery și echipa formată de William Hanna și Joseph Barbera, creatorii lui Tom și Jerry.

## Viața și cariera
Quimby s-a născut în Minneapolis, iar prima sa meserie a fost cea de jurnalist. În 1907 a fost managerul unui cinematograf din Missoula, Montana. Mai târziu a lucrat la Pathé, devenind la un moment dat membru al consiliului de directori. Părăsește compania în 1921 pentru a deveni producător independent. În 1924 a fost angajat de 20th Century Fox, în 1927 a fost numit de MGM în fruntea departamentului de scurt metraje, iar în 1937 a fost însărcinat cu formarea unui studio de desene animate, la conducerea căruia s-a aflat 18 ani.:65
În 1939, William Hanna și Joseph Barbera i-au prezentat un proiect pentru o serie de desene animate în care personaje principale erau un motan și un șoarece. La început a fost circumspect, știind că această idee este folosită și de către competitori:75–76, dar după ce desenul animat Motanul e pus pe liber a fost nominalizat la Oscar, a fost de acord să continue seria Ca producător, Quimby a ridicat 7 statuete pentru serialele Tom și Jerry (practica era ca producătorii desenelor să vină și să ridice trofeul, nu animatorii), iar numele său a devenit binecunoscut datorită apariției numelui în genericul desenului. Quimby a avut o relație dificilă cu animatorii:
| “ | ...din păcate pentru un producător de desene animate, [el] nu avea deloc simțul umorului... Nu știa nimic despre animație iar desenele animate i se păreau ciudate. Distribuit în rolul de director de liceu, total opus entuziasmului pueril al animatorilor. Făcea legătura între ei și conducere, și se părea că deobicei refuza cererile pentru bugete mai mari, măriri de salarii și alocarea fondurilor pentru situații speciale. | ” |

Când Quimby s-a retras în 1955, William Hanna și Joseph Barbera au fost puși în fruntea diviziei de desene animate a MGM, dar aceasta a fost închisă în 1957. Quimby a decedat în Santa Monica, California în 1965.

## Premii Oscar
Din 17 nominalizări a câștigat opt Premii Oscar pentru cel mai bun scurt metraj de animație pentru următoarele desene:
- 1940: The Milky Way - Producător (cu Rudolf Ising)
- 1943: The Yankee Doodle Mouse - Producător
- 1944: Mouse Trouble - Producător
- 1945: Quiet Please! - Producător
- 1946: The Cat Concerto - Producător
- 1948: The Little Orphan - Producător
- 1951: The Two Mouseketeers - Producător
- 1952: Johann Mouse - Producător

### Nominalizări
- 1941: Noaptea de Ajun - Producător
- 1941: The Rookie Bear - Producător
- 1942: The Blitz Wolf - Producător
- 1947: Dr. Jekyll and Mr. Mouse - Producător
- 1941: The Night Before Christmas - Producător
- 1941: The Rookie Bear - Producător
- 1942: The Blitz Wolf - Producător
- 1947: Dr. Jekyll and Mr. Mouse - Producător
- 1949: Hatch Up Your Troubles - Producător
- 1950: Jerry's Cousin - Producător
- 1952: Little Johnny Jet - Producător
- 1954: Touché, Pussy Cat! - Producător
- 1955: Good Will to Men - Producător (cu William Hanna și Joseph Barbera)